# 일본어 입력기

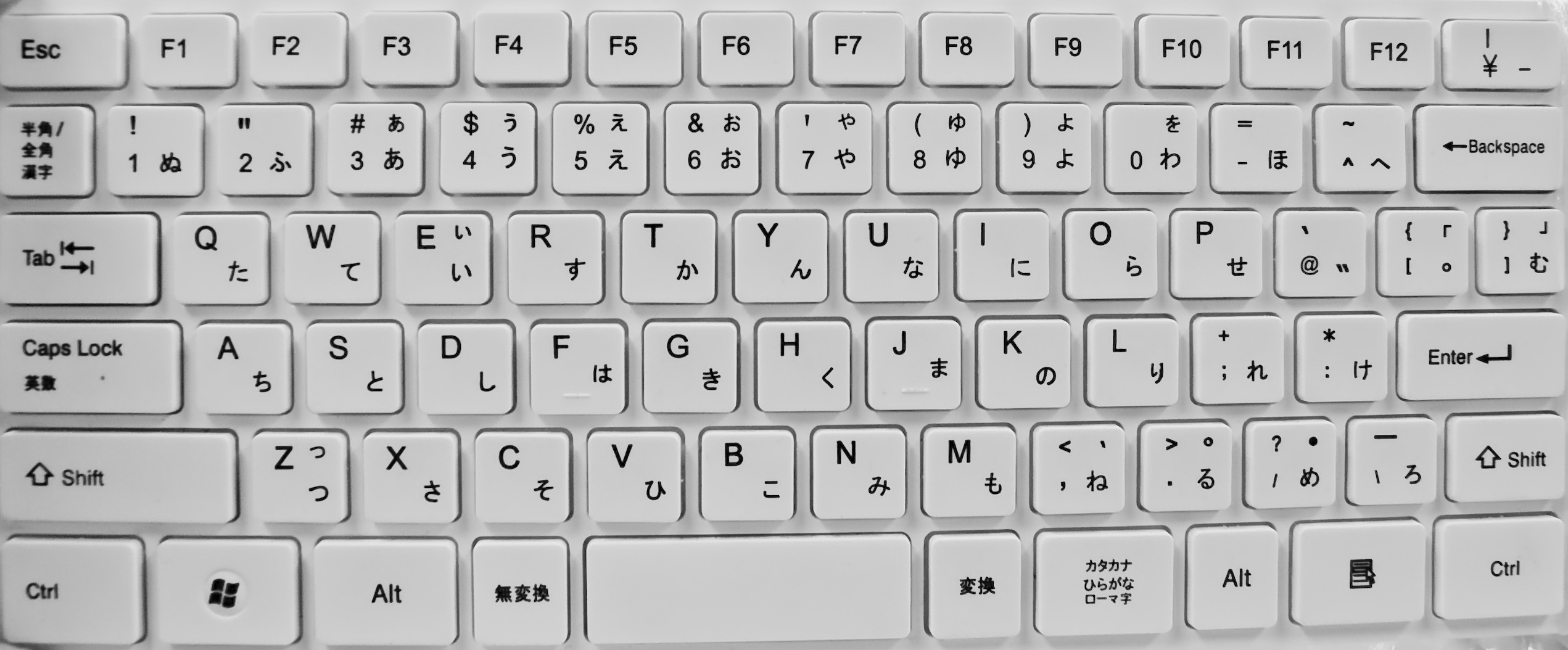
일본어 컴퓨터 키보드

일본어 입력기(일본어: 日本語入力システム)는 컴퓨터나 휴대전화 등에 일본어를 입력하기 위한 도구를 가리킨다. 보통은 키보드 입력을 소프트웨어로 제어해 실현하는데, 포인팅 디바이스를 이용해 손으로 직접 입력하여 문장을 입력하는 방법도 존재한다. 로마자를 바탕으로 입력하는 방법과 가나를 바탕으로 입력하는 방법이 있는데 전자가 많이 쓰인다.

## 개요

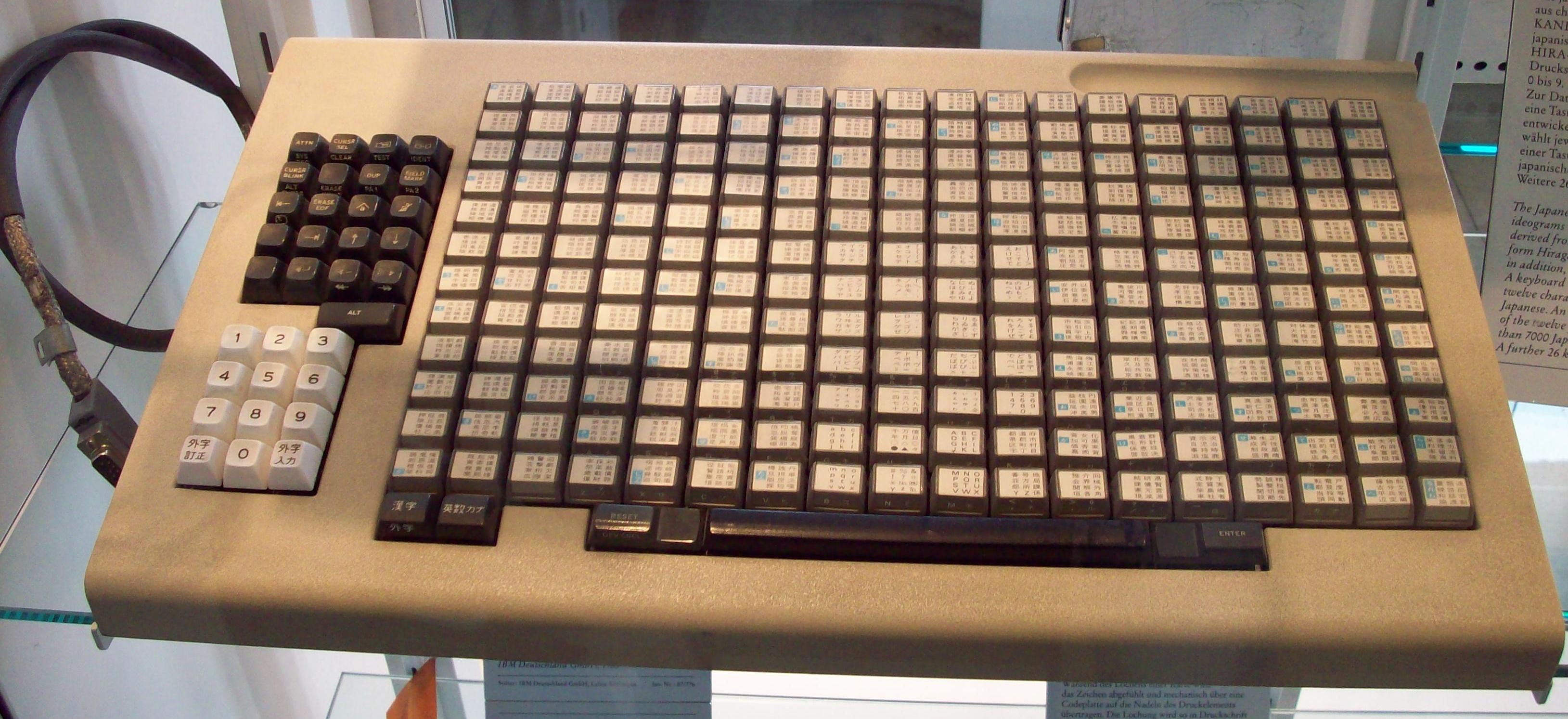
가나한자변환 시스템 사용 이전의 한자 키보드

PC에서 영문 입력은 일반 키보드에서 타자기와 같이 입력할 수 있지만, 일본어와 같이 사용 문자수가 수천을 넘는 언어의 문장을 입력할 때는 모든 문자에 하나의 키를 해당하는 키보드는 비현실적이기 때문에, 여러 키의 조작으로 한 글자를 입력하는 등의 방법이 필요하다.
일본어의 입력방법으로 현재 주류인 것은, 읽기로서의 가나를 어떠한 방식으로(가나 입력 또는 로마자 입력 등) 입력해 놓고, 한자·가나·영문자 등의 변환 후보 중에서 선택해 입력하는 "가나한자변환(かな漢字変換)"이다. 이것은 1978년 9월 26일에, 도시바의 "JW-10"의 발매를 통해 실현되었다. 일본어 입력기는 MS-DOS 시절에는 오로지 프론트 엔드 프로세서(Front-end processor)로서 구현되었기 때문에, 일본어 입력 프론트 엔드 프로세서(日本語入力フロントエンドプロセッサ, 일본어입력FEP, 약칭 FEP) 등으로 불리는 경우가 많았다. 윈도우 보급 이후에는 인풋 메소드 에디터(input method editor, IME)로 불리는 경우가 많아졌다.
워드프로세서·PC 뿐만이 아니라, 휴대전화나 비디오 레코더·게임기 등의 디지털 가전, 내비게이션, 정보 키오스크 단말 등 일본어의 입력을 필요로 하는 여러 가지 기기에 일본어 입력기가 내장되어 있다.

## 입력·변환 방법

일본어(OADG 109A)의 자판 배열 (히라가나 키 포함)

- 가나 한자 변환(かな漢字変換): 읽기로서 가나를 어떤 형태로든 입력해 놓고, 한자·가나·영문자 등의 변환 후보 중에서 선택하는 것으로 한자의 문자를 생성한다. 변환의 단위로서는, 한자 한글자·단어·문절·연문절·문장 일괄 변환 등이 있지만, 현재 한글자나 단어 단위의 변환은 많이 줄어들었다.
  - 가나 입력: JIS 배열, 엄지 시프트 등의 배열 키보드를 이용하여 직접 가나 문자를 입력한다.
  - 로마자 입력: 일본어 이외의 키보드(QWERTY 배열이 일반적)로 로마자를 입력하고 가나문자로 변환한다.
- 한화사전(漢和辞典)에서 한자찾는 방법을 바탕으로 한자를 검색해 나가는 방식이다. 부수(부수 변환), 총획수 등.
- 한자직접입력(漢字直接入力) : 한자에 특정 키 입력을 할당하여, 가나를 거치지 않고 직접 한자를 입력하는 방법이다.
- 전체 문자 배열(全文字配列) : 사용하는 문자 수만큼 키를 갖추고 직접 입력하는 시스템.
  - 풀 키보드(フルキーボード)
  - 태블릿 : 터치 펜 등으로 문자판을 터치하여 한글자씩 입력. 초기 워드프로세서, 일본어 전자 타자기에서 사용하였다.
- 다단 시프트(多段シフト) : 하나의 키에 여러 문자가 할당되어 지원되는 시프트 키를 누르면서 입력함으로써 원하는 문자를 입력하는 방식이다. 한자 텔렉스 등에서 사용되었다.
- 필기 입력 : 포인팅 장치를 통한 필기를 문자로 인식하여 가장 가까운 문자를 표기해준다.
- 음성 인식 : 마이크에 입력된 음성을 단어로 인식하여 한자와 가나가 섞인 문장으로 치환해준다.

## 휴대 전화 입력
가나 한자 변환을 스마트폰이나 휴대 전화로 할 경우, 하드웨어 키보드나 소프트웨어 키보드로 멀티탭 입력 혹은 플릭 입력(フリック入力)으로 가나 입력을 하는 것이 일반적이다. 그 후, 2터치 입력이나 입력예측에 의해 타자 수를 줄이는 시도를 볼 수 있으며, 근래에는 PC용 가나 한자 변환시스템에도 입력예측기능을 가지고 있다.

## 가나한자변환의 주요 기능

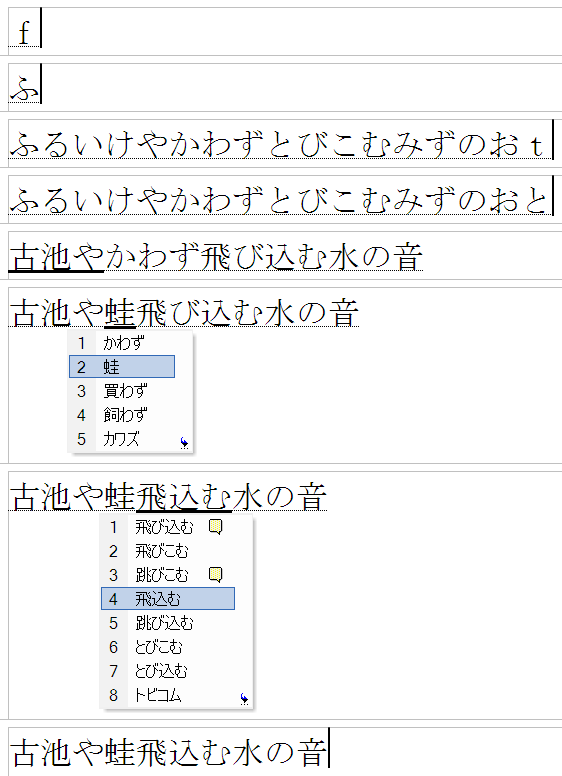
로마자 기반 일본어 입력 변환 과정

### 입력
이 때, 크게 로마자로 가나를 입력하는 방식과 직접 가나를 입력하는 방식의 2가지 유형이 있다. 로마자를 가나로 바꿀 경우, 로마자를 가나로 변환하는 것도 일본어 입력 시스템의 기능 중 하나이다.

### 변환
히라가나로 어느 정도 정리된 문장의 읽기를 가나로 입력하고(미변환 문자열), 변환키(変換キー)를 누름으로써 한자가나 섞임문장으로 변환된다.
IME는 문절(文節)의 구절을 판별하여 문절마다 한자변환을 한다. 문절을 자동 판별하는 것을 형태소 해석(形態素解析)이라고 부르며, 많은 IME는 이 형태소 해석을 이용해 변환한다. 문절마다 나뉜 단어는 사전을 이용하여 변환된다. 사전에는 단순한 명사나 동사 외에 관용구 등 복수 문절에 걸친 용례의 데이터베이스를 가지고, 전후 문절을 참조하여 적절한 변환이 이루어진다. 일부 IME에는 미변환 문자열이 쌓이면 자동적으로 순차적으로 변환하거나 구두점 입력으로 변환하는 기능이 있다.
변환된 결과가 적절한 경우에는 확정키(確定キー)를 눌러 변환 후 문자열이 어플리케이션에 전달된다. 의도하지 않은 변환 결과가 나왔을 경우 사용자가 문절별로 적절한 변환 후보를 선택하거나 문절의 구절을 수정할 수 있다. 그러한 작업을 하지 않고 "한방 변환(一発変換)"할 수 있는 것이 이상적이며, 변환 정도의 우열은 IME의 성능에서 결정적인 요소 중 하나가 되고 있다.

### 사전
각 IME는 가나 한자 변환용 어휘 데이터베이스(시스템 사전)를 내장하고 있다.더불어 기호/특수문자·영단어·이모티콘·방언·인터넷 슬랭 등 다양한 어휘에 대응하거나 우편번호와 지명의 상호변환·번역·계산 등 변환시스템을 이용한 편리한 기능을 갖는 경우가 있다.
사용자가 원하는 단어·용례를 등록할 수 있는 사용자 사전 기능이 있다. 학습 기능이 뛰어나거나 IME가 준비하는 사전 자체가 충실하면 등록 작업이 적게 된다. 또 특정 불필요한 변환 후보가 빈번히 표시되어 곤란한 경우, 그 단어가 변환 결과에 나타나지 않게 등록하는 "억제 단어(抑制単語)"라고 하는 구조도 있다.

### 학습
사용자 변환·확정 결과를 기억해 변환 정도를 높이는 구조로, 학습이 축적됨으로써 IME는 자동적으로 각 사용자 개인에게 최적화되어 간다. 잘못된 변환 결과도 저장되기 때문에 오류가 다음 번 이후에 재현되는 것이 난점으로, ATOK 등에서는 변환 이력을 직접 편집해 불필요한 학습만을 제거할 수 있다.
학습이 많이 축적되면 반대로 변환 정확도가 떨어졌다고 느끼거나 학습 기능에 이상을 초래하는 경우가 있다(마이크로소프트 IME 항목 등을 참조). 이 경우는 학습 결과를 재설정여 초기 상태로 되돌리는 등의 작업이 요구된다.

### 입력 지원 기능
가나 입력량을 줄일 수 있는 입력 예측(入力予測)은 키보드에 비해 입력이 느린 휴대전화용으로 발전했다. 그 후(2000년대 후반), ATOK나 구글 일본어 입력 등 PC용 IME에도 도입되었지만, 구글 일본어 입력의 경우는 구글 검색 시스템을 우회한 것 등, 휴대전화와는 구조가 다른 경우도 있다.
혼동하기 쉬운 동음이의어를 사용자가 올바르게 선택하는 것을 지원하기 위해 일부 IME에는 동음이의어의 의미·용법을 해설하는 서브 윈도우를 띄우는 기능이 있다.
빠른 타자를 할 수 있는 사용자는 예측 후보를 일일이 선택하는 등의 작업으로 입력 속도가 거꾸로 떨어지거나 지원 기능이 귀찮아지게 만드는 경우도 있다. 또 서브 윈도우의 표시 등으로 응답 속도(반응 시간·체감 속도)가 손상될 수도 있다. 이 때문에 설정에서 개별 부가 기능을 무효화할 수 있는 것이 보통이다.

## 그외
- 일본의 인터넷 속어 중에는 IME의 변환 오류에서 태어나 정착한 것이 많이 있다.
- 역사적 가나 표기법(구 가나 표기법)에 의한 입출력을 실시하는 변환사전도 존재한다.

## 같이 보기
- 입력기
- 자판 배열
- 언어 입력 키